# 光化学スモッグ

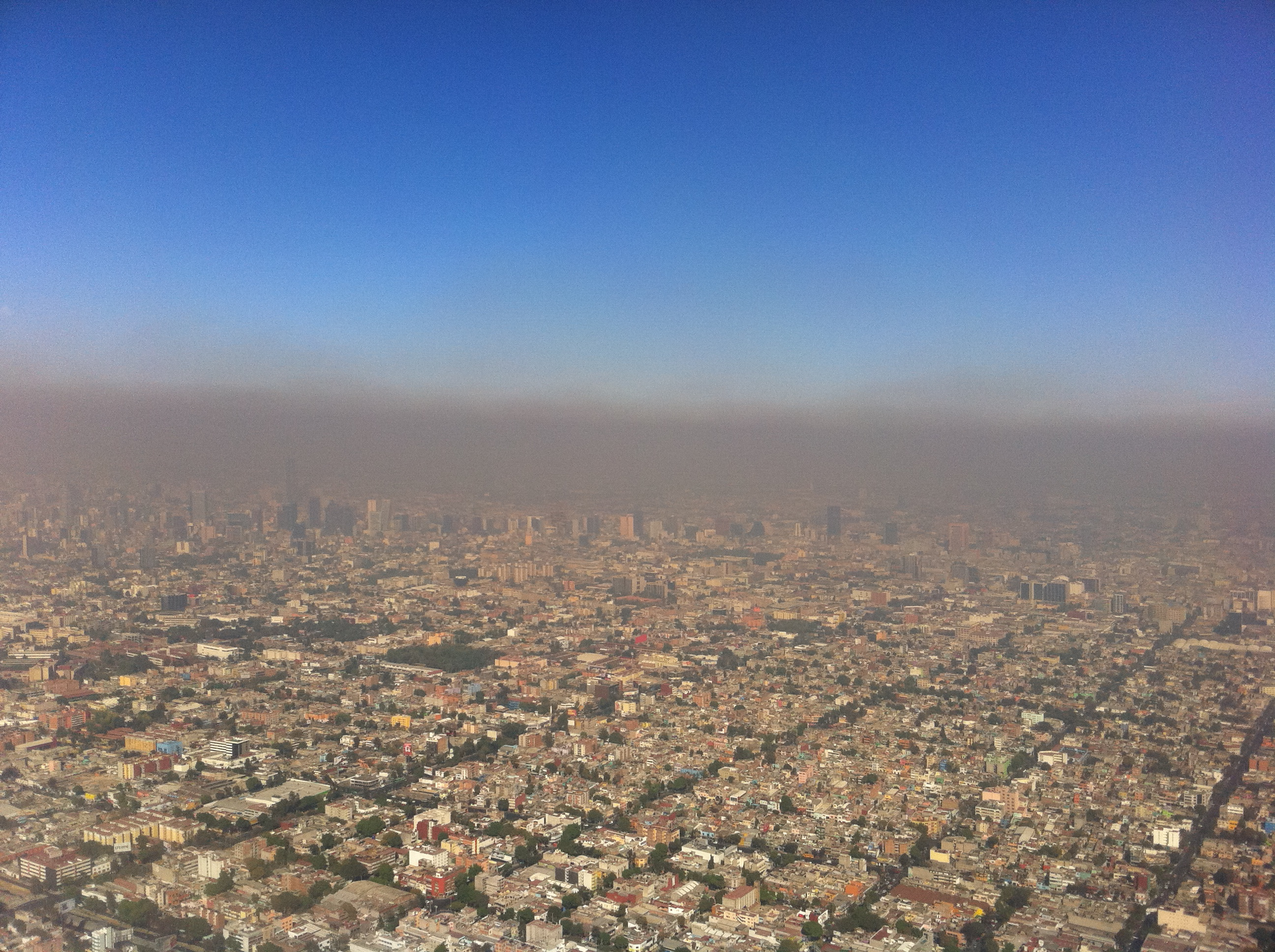
光化学スモッグに覆われたメキシコシティ市街。遠くの街並みと水平線が霞んで見えない。

光化学スモッグ（こうかがくスモッグ）とは、オゾンやアルデヒドなどからなる気体成分の光化学オキシダントと、硝酸塩や硫酸塩などからなる固体成分の微粒子が混合して、周囲の見通し（視程）が低下した状態をいう。光化学オキシダントを主成分とするスモッグ。健康に影響を及ぼすことがある大気汚染の一種。
工場や自動車の排出ガスなどに含まれる窒素酸化物や炭化水素（揮発性有機化合物）が、太陽光に含まれる紫外線により光化学反応を起こして変質し、オゾンなどが発生する。夏の暑い日の昼間に多く、特に日差しが強く風の弱い日に発生することがある。

## 歴史

### アメリカ
光化学スモッグが初めて発生したのは1940年代のアメリカ カリフォルニア州のロサンゼルスとされている。ロサンゼルスは盆地の中にあって大気汚染物質の滞留が起きやすい地形条件にあることに加えて、人口が1920年から1940年にかけて3倍、1940年から1958年にかけて2倍と急速に増加していくのに伴って、産業の拡大や自動車の増加が大気汚染を深刻化させていた。当時知られていた主な大気汚染物質は煤煙（燃焼に伴うすす）や二酸化硫黄であり、これらを法的に規制することが行われたが、被害の悪化は防げずにいた。1943年9月8日には昼間でも薄暗くなるほどの高濃度のスモッグが発生し、呼吸器障害や催涙性の（目への）刺激などの健康被害が広い範囲で発生した。1944年には植物への被害が初めて報告され、1949年には農作物への大規模な被害も発生した。当時知られていた大気汚染は主に石炭の燃焼が原因で冬の朝を中心に発生する「黒いスモッグ」（ロンドン型スモッグ）であるが、ロサンゼルスのスモッグは夏の昼間を中心に発生していて白色だったため「白いスモッグ」（ロサンゼルス型スモッグ）と呼ばれた。後の研究により、高濃度のオゾンや窒素酸化物が観測されることが分かり、日光を受けた原因物質が光化学反応を介してオゾンを生成するメカニズムとともに、自動車の排出ガスなど石油類の燃焼が原因であることが分かり、「光化学スモッグ」と呼ばれるようになった。

### 日本

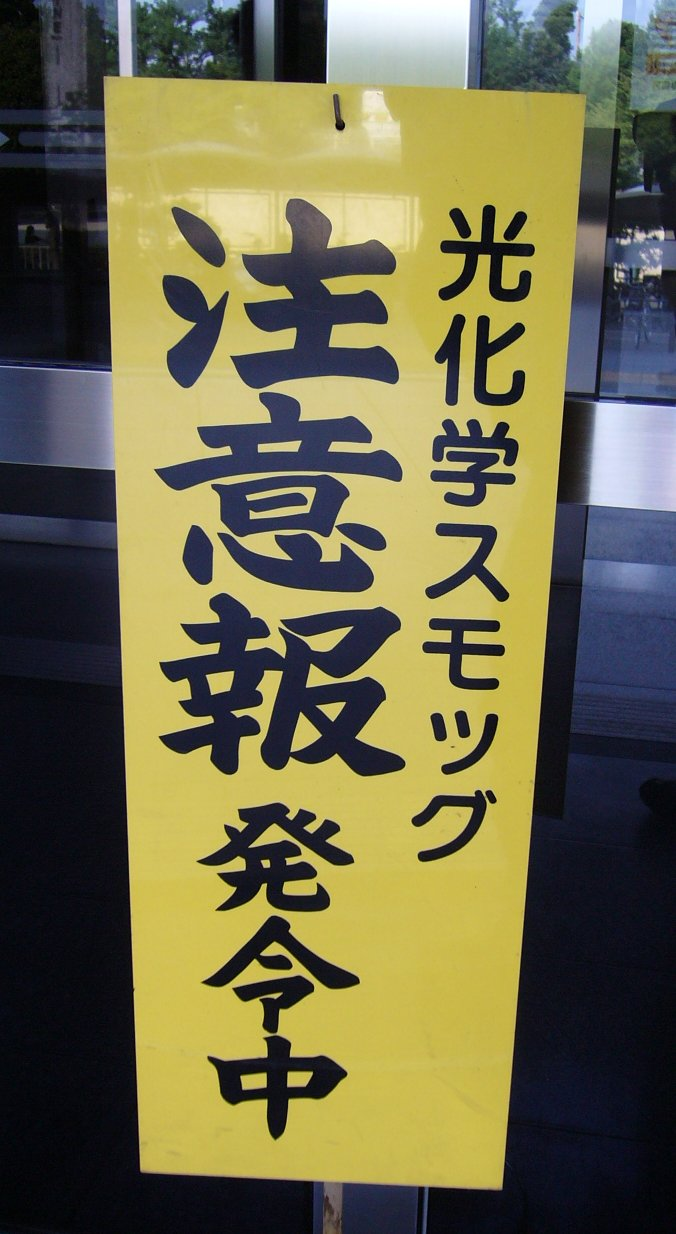
光化学スモッグ注意報発令を知らせる看板
（2006年9月4日、茨木市役所）

日本で光化学スモッグによる被害が初めて明らかになったのは1970年の東京立正中学校・高等学校の事例とされている。1970年（昭和45年）7月18日、環七通りの近くにある東京立正中学校・高等学校の生徒43名が、グランドで体育の授業中に目に対する刺激・のどの痛みなどの被害を訴えた。後の東京都の調査によって光化学オキシダントによるものということが判明して以来、公に注目されるようになった。ただし、1965年頃に近畿や四国で、1969年・1970年に関東でそれぞれ報告されていた農作物の斑点などの被害が、後に光化学スモッグによるものであったと判明しているように、それ以前にも被害はあったと考えられる。
1970年の初報告以来、日本国内では光化学スモッグが多数報告されるようになった。環境省はこの年から光化学スモッグ注意報などの都道府県を単位とする発表延べ日数の統計を取っている。ピークは1973年（昭和48年）で328日に達し、1975年までの3年間は250日を超えていた。その後減少して1980年代からは100 - 200日前後を推移するようになるが、100日以下の年もあれば、1990年、2000年、2007年のように200日を超える年もあった。2010年代以降は50 - 100日前後を推移している。なお、年毎の変動には天候の影響もあり、気温が高く日照時間が多い年は延べ日数が増える。
なお2000年前後から、対馬などの離島や西日本、日本海側などで大陸（主に中国）から越境輸送された汚染物質が影響したと推定される光化学オキシダントの高濃度事例が発生して問題となった。2002年には千葉県で国内で18年ぶり（千葉県内では28年ぶり）となる光化学スモッグ警報が発表されている。
環境省が同様に統計を取っている被害の届出人数は、1971年と1975年は4万人を超えるなど、1970年から1975年までの6年間は1万人を超えていたが、その後数千人台、ときに1,000人以下で推移した。最後に1,000人を超えたのは2007年で、100人以下の年も増えてきている。
光化学オキシダント濃度の日本の環境基準は「1時間値の年間最高値0.06 ppm以下」だが、2006 - 2010年度、2017 - 2021年度でともに基準達成地点は0.2-0%と極めて少なく、ほとんど達成されない状況が続いている。このような中で変化傾向を捉えるため、中央環境審議会は「8時間値の日最高値の年間99パーセンタイル値の3年平均値」を提言しており、この値を見るとここ20年程度は緩やかに減少傾向にあることが分かる。

## 発生しやすい条件

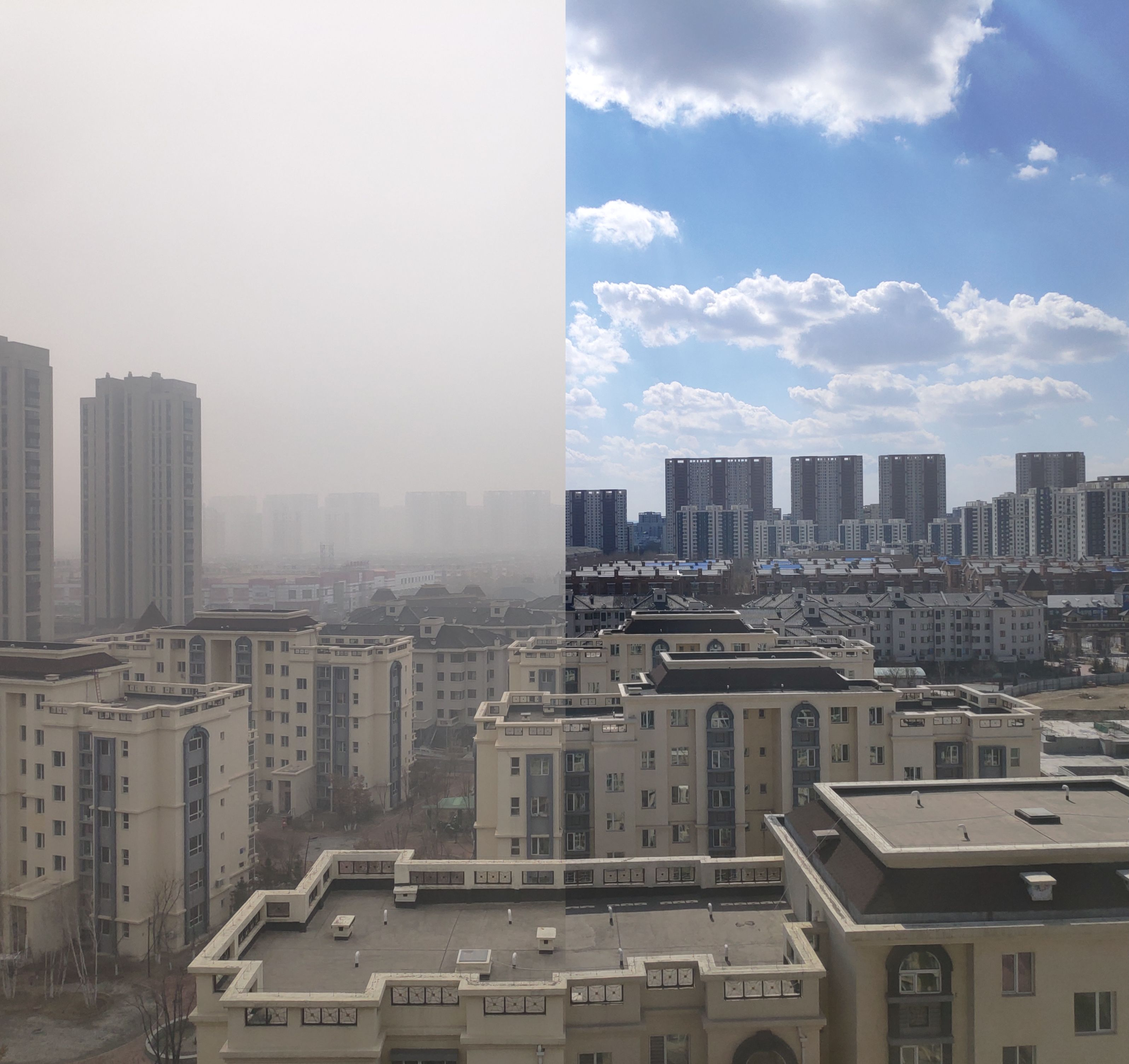
光化学スモッグ発生時（左）と好天時（右）。中国遼寧省凡河镇

- 5月から9月にかけて。まれに4月や10月にも。
- 日中。特に、10時頃から17時頃まで。
- 晴れ又は薄曇。日射が強いと発生しやすい。雨の日は発生しない。
- 気温が高め。25℃以上。
- 風が強くない。なお、特定の風向きの時に発生しやすいということもあるものの、その風向きは地域によって異なる。

## 影響

### 人体に対する影響

#### 症状
光化学オキシダントの諸成分によって、目や喉、皮膚などに刺激症状が引き起こされる。これらの症状を光化学スモッグ障害と呼ぶ。主な症状は以下の通り。
- 目がチカチカする、異物感、流涙、痛み[13]。
- 喉の痛み、咳[13]。
- 皮膚の発赤[13]。
- 手足のしびれ（重症例）[13]。
- めまい・頭痛・発熱（重症例）[13]。
- 呼吸が苦しい、呼吸困難（重症例）[13]。
- 嘔吐（重症例）[13]。
- 意識障害（重症例）。

オゾン層が有害な紫外線から地球を守っている事などから「オゾンは体に良い」という誤解があるが、オゾンが強い酸化力を持つ点を利用して殺菌・消毒に用いられることからもわかるように、生物にとっては毒にも薬にもなりえる。

#### 予防
光化学スモッグ注意報や警報が発令された場合、また症状を感じた場合は、窓やカーテンを閉め外出を控えること、運動を行っている場合は中止して屋内に入ることが対策となる。
特に、気管支喘息の罹患者や既往者、乳幼児、高齢者、病弱者は、健康な成人よりも影響を受けやすい可能性があり、注意を要する。
有害なガス成分は市販のマスクなどでは除去しにくい。注意報などが発令された時に洗濯物を干していた場合、夕方までそのまま干し続けるのがよい。

#### 対処法
目や喉、皮膚などに光化学スモッグ障害の症状が現れた場合、軽症であれば、洗眼やうがいをしたり、皮膚を洗い流したりすることで対処可能。洗浄後、清浄な空気の室内で安静にしていれば概ね症状は消失する。
息苦しさを感じるときや洗顔・うがいをしても症状が良くならないときなど、中等症以上の場合は内科を受診することが推奨される。重症の場合には、酸素吸入を行うこともある。
なお、東京都など自治体によっては、こうした公害による健康被害の医療費（入院した場合）を助成している場合もある。詳しくは医療機関等に尋ねる必要がある。
また、保健所や都道府県は被害状況の調査を行っており、症状を感じた場合は保健所や自治体の環境担当部署に連絡することが勧められている。

### 植物に対する影響
植物に対する影響で問題視されるのは、主にオゾンとペルオキシアセチルナイトレート(PAN)である。オゾンは植物の葉に白斑・褐斑を生じさせるほか、ひどい場合には葉が枯れ落ちる。また、葉以外でも色素の形成に異常をきたすことがある。このほかPANは、葉の裏面に金属のような光沢を生じさせることがある。通常は汚染を受けてから2-3日で現れそれ以降は進行しないという経過をたどることが多いが、高濃度の汚染や感受性が高い植物の場合は数時間の暴露で影響が生じるという。アメリカで行われたNational Crop Loss Assessment Network(NCLAN)のオゾンの濃度と収量の関係をまとめた研究報告によると、おもな農作物の中ではイネやトウモロコシは減収率が小さい一方、大豆や春小麦は減収率が大きい。

### 社会的影響
注意報・警報が発令された地域の小・中学校などでは体育の授業が自粛される場合がある。これは、運動会や体育大会においても同様の処置がとられる。

## 光化学スモッグに対する対策
米国では1940年代にロサンゼルスで光化学スモッグが多発し、その原因が自動車の排ガスと判明したことから、1950年代には排ガス浄化触媒の研究が始まった。1966年にはカリフォルニア州で自動車排ガス規制が始まった。
1968年には日本で大気汚染防止法が制定された。

## 光化学スモッグに関する情報
日本では、高濃度の光化学オキシダントが観測・予測される場合、各都道府県が「光化学スモッグ注意報」「光化学スモッグ警報」などを発表する。
これらは光化学スモッグの危険度を示すものであり、大気汚染防止法に基づき、「光化学スモッグ注意報」、「光化学スモッグ重大緊急時警報」が発令される。また、各都道府県が独自の判断に基づき、「光化学スモッグ予報」、「光化学スモッグ警報」を出すこともある。
「光化学スモッグ注意報」は、光化学オキシダント濃度の1時間値が0.12ppm以上かつ気象条件などからみて今後もその状態が継続すると考えられる場合に発令する。また地域によっては、1時間値が0.12ppm以上になると予想される場合に「光化学スモッグ予報」が発令される。
「光化学スモッグ警報」は地域により基準が異なり、一般的には光化学オキシダント濃度の1時間値が0.24ppm程度を超えた場合に発令される（気象条件等は注意報と同じ）。
「光化学スモッグ重大緊急時警報」は、0.40ppm以上の場合に発令される。
これらが発表された場合、学校や公共施設などに情報に応じた色の掲示板やノボリ（旗）を立てて知らせる所が多い。一般に、予報は緑色、注意報は黄色、警報はオレンジ色、重大緊急報はえんじ色となっている。
またこれらの前の段階で、翌日に光化学スモッグの発生が予想される場合は全国（日本国内全域）を対象に「全般スモッグ気象情報」を、当日に発生が予想される場合は各地方を対象に「スモッグ気象情報」を、それぞれ気象庁が発表する。